# Pertoltice pod Ralskem
Pertoltice pod Ralskem är en ort i Tjeckien. Den ligger i den norra delen av landet, 70 km norr om huvudstaden Prag. Pertoltice pod Ralskem ligger 286 meter över havet och antalet invånare är 327.
Terrängen runt Pertoltice pod Ralskem är platt.Runt Pertoltice pod Ralskem är det ganska tätbefolkat, med 104 invånare per kvadratkilometer. Närmaste större samhälle är Česká Lípa, 12,8 km väster om Pertoltice pod Ralskem. Omgivningarna runt Pertoltice pod Ralskem är en mosaik av jordbruksmark och naturlig växtlighet.